# Атанас Сиреков
Атанас Петков Сиреков е български инженер, 47-и кмет на Бургас в периода 29 януари 1936 – 19 ноември 1939 година.

## Биография
Роден е на 29 август 1898 г. в град Копривщица, в семейството на Петко Атанасов Сиреков (1866 – 1935) и Цона Николова Шушулова (1881 – 1964). Завършва пловдивската мъжка гимназия. След това учи във Военното училище. След завършването си е изпратен като командир на пионерен взвод на Южния фронт, но е пленен от гърците. Успява да избяга, освобождавайки и други войници и получава орден „За храброст“. През 1921 г. се демобилизира по собствено желание и заминава да учи машинно инженерство в Технически Техническия Университет в Берлин – Шарлотенбург. Като студент е председател на българското националистическо студентско дружество „Родина“. След дипломирането си през 1927 г. работи във Военна работилница в София.
През 1929 г. се установява в Бургас и основава самостоятелно инженерно бюро. В съдружие с инж. Каракостов и Никола Марчев проектират и построяват малка електроцентрала за електрифициране на гр. Малко Търново. Инж. Сиреков проектира и построява хладилната инсталация на фабриката за шоколадови изделия „Братя Анастасови“, парното отопление на Популярна банка – Бургас, на затвора в Плевен, хладилната инсталация на бургаските хали и др. Активен член на местното ловно дружество. В периода 1934 – 1939 г. е председател на дружеството. Член е и на Управителния съвет на Българската ловно-стрелческа организация „Сокол“.
Кмет е на град Бургас от 29 януари 1936 до 19 ноември 1939 г. По време на мандата му се проектира нова сграда за общината, довършва се изграждането на водоснабдителната и канализационна система на града. Канализационната мрежа към 1939 г. достига 44 км и задоволява 75 % от нуждите на населението. Голяма част от улиците са павирани, като към края на 1939 г. 244 000 кв. м. улици и площади на Бургас са с настилка. Направени са няколко квартални градинки. Завършен е Здравният дом. По централните градски улици са монтирани висящи осветителни тела. Започва проектиране на балнеосанаториум на Минералните бани. Открито е Морското казино. Пуснат е фонтан със сменящи се цветове на струята. Закупени са два нови автомобила за пожарната. Инж. Атанас Сиреков е и председател на Електрическа кооперация „Светлина“, основател на Комитета за напредъка на Бургас и други обществени организации в града. Умира на 19 ноември 1939 г. след като се разболява от бронхопневмония седмица по-рано
Атанас Сиреков на 12 юни 1934 г. е приет в масонската ложа „Св. Климент Охридски“ в Бургас.
Фамилното име на хората от рода Сирекови произхожда от „Сейрек басан“, което преведено на български език от турски означава „рядко стъпков“. Сейрек басан е прозвището, което турците дават на един хайдутин от рода.